# Valldaneu
Valldaneu, escrit de vegades, erròniament, Valldeneu, és un antic poble rural, amb parròquia pròpia, del terme municipal de Sant Martí de Centelles, a la comarca d'Osona.
Està situat al racó sud-est del terme, a la dreta del Congost, i a sota i a llevant de l'extrem septentrional dels Cingles de Bertí. En el cens de 2006 tenia 182 habitants.

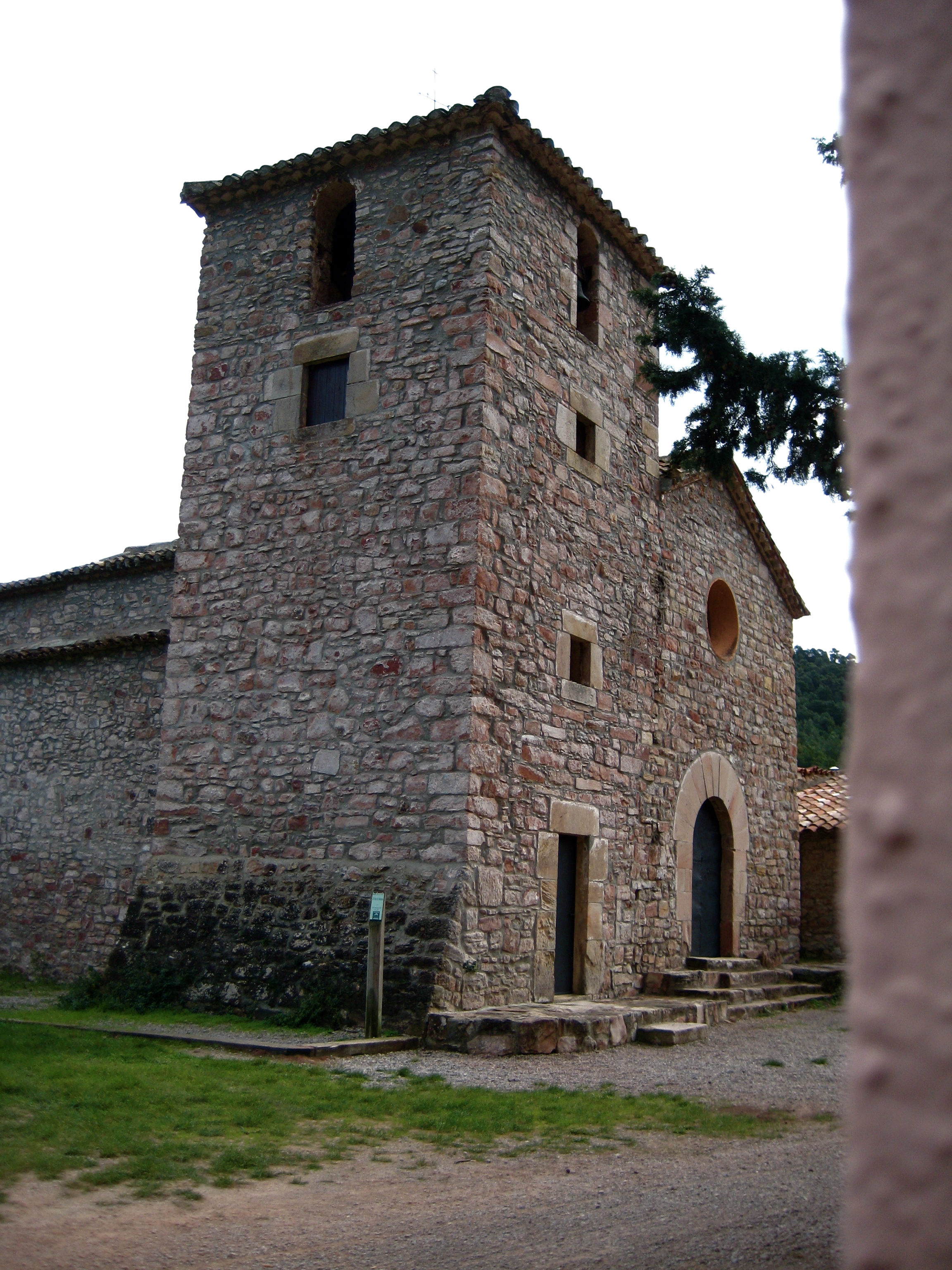
Sant Pere de Valldaneu